# 张千一
张千一（韓語：장천일，1959年—），男，朝鲜族，辽宁沈阳人，中华人民共和国作曲家，一级作曲职称，中国人民解放军总政治部歌舞团团长，享受国务院政府特殊津贴，第九届、十届、十一届全国政协委员，中国音乐家协会理事、中国音乐家协会青年音乐家分会副会长。其兄张春一为音乐制作人，其弟張宏光也是作曲家。

## 生平
1959年9月生于辽宁沈阳，父亲曾是沈阳军区前进歌舞团乐队双簧管演奏员，张千一也因父亲影响走上音乐道路，最初学习大管演奏，但15岁起出于对作曲的热爱，转而学习器乐创作，1976年毕业于沈阳音乐学院管弦系。1977年开始从事作曲工作，1980年5月独自前往大小兴安岭采风后，用7个多月完成交响音画《北方森林》，该作品1981年在全国首届交响乐作品比赛中获得一等奖，张千一自此开始频繁前往少数民族地区采风。
1984年，张千一毕业于上海音乐学院作曲系。1994年，未曾去过西藏的张千一为青藏公路通车40周年纪念电视剧《天路》创作了主题曲《青藏高原》，自此对西藏产生强烈兴趣，1995年为创作电视剧《孔繁森》主题曲《走进西藏》而首次进藏。

## 社会兼职
现为全国政协委员、全国政协民族和宗教委员会委员、中国音乐家协会理事、中国电影家协会会员、中国舞蹈家协会会员、中国朝鲜族音乐研究会常务理事。

## 作品
1980年代初张千一以交响音画《北方森林》登上乐坛，此后创作了大量的包括交响乐、声乐、舞剧、电影、电视剧等各种不同体裁、题材的作品，有“作曲鬼才”和“金牌作曲家”之称。

### 代表作
主要代表作包括：
- 歌曲《青藏高原》《走进西藏》
- 交响音画《北方森林》、《大提琴协奏曲》、《A调弦乐四重奏》、《大提琴四重奏》
- 歌剧《我心飞翔》
- 舞剧《大梦敦煌》
- 舞蹈《千手观音》（原曲为第六届远东及南太平洋残疾人运动会开幕式所作[3]）
- 电影《红色恋人》
- 电视剧《大染坊》

## 奖项荣誉
他的作品曾获得多项大奖。
- 中宣部“五个一工程奖”
- 文化部“文华大奖”
- 国家舞台艺术精品工程十佳作品（第一名）奖
- “金钟奖”作品金奖
- “金鸡奖”最隹音乐奖
- “二十世纪华人音乐经典”